# 9e régiment de chasseurs à cheval (France)
Pour les articles homonymes, voir 9e régiment de chasseurs.
Le 9e régiment de chasseurs à cheval est un régiment de cavalerie française créé en 1757 et dissous en 1994.

## Création et différentes dénominations
- 1757 : Formation d'un Régiment de volontaires du Hainaut
- 1762 : Devient la Légion de Hainaut
- 1768 : Devient Légion de Lorraine
- 1776 : Dissolution
- 1779 : Reformé en tant que 9e régiment de chasseurs à cheval
- 1788 : Renommé régiment de chasseurs de Lorraine
- 1791 : Renommé 9e régiment de chasseurs
- 1815 : Dissolution
- 1816 : Reformé en tant que Régiment des chasseurs de la Dordogne
- 1825 : 9e régiment de chasseurs à cheval
- 1831 : Dissolution (9e chasseurs)
- 1831 : 9e régiment de chasseurs à cheval
- 1920 : Dissolution
- 1956 : 9e régiment de chasseurs à cheval
- 1957 : Dissolution
- 1966 : Reformé en tant que 9e régiment de chasseurs,  régiment de réserve du 5e régiment de chasseurs
- 21 janvier 1994 : Dissolution

## Chefs de corps
- 1791 : colonel Jacques Marguerite Pilotte de La Barollière (**)
- 1793 : Jerome-Etienne-Marie Richardot (*)
- 1793 : colonel Jacques-Hyacinthe La Blanche
- 1793 : chef de Brigade François Doncourt
- 1793 : chef de Brigade Jean-Fraçois Allard
- 1796 : chef de Brigade Paul-Ange-Louis Gardane (*)
- 1799 : chef de Brigade François-Augustin Liebault
- 1799 : chef de Brigade Jean Pierre Thullier (devient Colonel en 1803)
- 1808 : colonel Charles-Henri Delacroix
- 1809 : colonel Pierre-Antoine Bruneteau de Saint-Suzanne
- 1813 : colonel Eugene-François d'Avranges Dukermont
- 1815 : colonel Charles-Louis Lapique
- 1830 : colonel Birgy
- 1844 : Eugène Dubern.
- 1870 : Cousin
- 1870-1875 : colonel Manuel Charreyron (**)
- 1895 : colonel Jacques Plazanet (*)
- 1907 : Cabany
- 1914 : de Brécourt
- 1916 : Scherer
- 1967 : Croiset
- 1970 : Tandonnet
- 1973 : ?
- 1976 : de Laville Montbazon
- 1977 : Perromat
- 1980 : Watebled de Ducla
- 1983 : Vichard
- 1986 : Bertrand
- 1990 : Candon
- 1992 : Schricke

(*) Officier qui devint par la suite général de brigade.

(**) Officier qui devint par la suite général de division.
Colonels tués ou blessés alors qu'il commandait le 9e Chasseurs :
- 13 novembre 1795 : chef de brigade Allard, tué
- 26 mars 1799 : chef de brigade Gardane, blessé
- 6 novembre 1799 : chef de brigade Liebault, mortellement blessé
- 8 mai 1809 : colonel Delacroix, blessé
- Janvier 1813 : colonel de Sainte-Suzanne, mort de fatigue
- 23 août 1813 : colonel Dukermont, blessé

Officiers tués et blessés alors qu'ils servaient au 9e chasseurs à cheval durant la période (1805-1815) :
Officiers tués : 10
Officiers morts des suites de leurs blessures : 3
Officiers blessés : 53

## Historique des combats et batailles du9echasseursà cheval

### Ancien Régime
- 1756-1763 : guerre de Sept Ans

### Guerres de la Révolution
- 1792 : Armée de la Moselle
  - Aumetz
  - 1er décembre 1792 : Expédition de Trèves
- 1793 : Armée de la Moselle
  - Pirmasens
- 1794 : Armée de la Moselle, Armée de Sambre-et-Meuse
  - Kaiserslautern,
  - Bataille de Fleurus,
  - Roer
- 1795 : Armée de Sambre-et-Meuse
  - Anelshorn
  - Limbourg
- 1796 : Armée de Sambre-et-Meuse
  - Siegberg,
  - Altenkirchen,
  - Weilbourg,
  - Uckerath,
  - Wildendorf,
  - Friedberg,
  - Forcheim
- 1797 : Armée de Sambre-et-Meuse
  - Neuwied
  - Francfort
- 1799 : Armée d'Italie
  - Legnano,
  - Vérone,
  - Cassano,
  - Bassignano,
  - Novi
- 1800 : Armée d'Italie
  - Bataille de Marengo,
  - Alexandrie,
  - Saint-Ambroise
- 1806 : Armée d'Italie
  - Saint-Euphemie
- 1807 : Armée d'Italie
  - Montelone
- 1808 : Armée d'Italie
  - Reggio,
  - Messine,
  - Scilla
- 1809 : Campagne d'Allemagne
  - Brenta,
  - La Piave,
  - Saint-Michel,
  - Leoben,
  - Raab,
  - Bataille de Wagram
- 1810 :
  - Naples
  - Calabres
- 1812 : Campagne de Russie
  - Bataille de La Moskowa
  - Bataille de Wiasma
- 1813 : Campagne d'Allemagne
  - Bataille de Lützen,
  - bataille de Bautzen,
  - Bataille de Dresde,
  - Lowenberg,
  - Golberg,
  - 16-19 octobre : Bataille de Leipzig
  - bataille de Hanau
- 1814 : Campagne de France
  - Champaubert,
  - Bataille de Château-Thierry,
  - 14 février 1814 : Bataille de Vauchamps
  - Bataille de Brienne,
  - Bataille de Montmirail,
  - Bataille de Sézanne,
  - Bataille de Reims,
  - Bataille de La Ferté,
  - Bataille de Montereau,
  - Bataille de Melun,
  - Bataille de Paris (1814)
- 1815 : Campagne de Belgique
  - Bataille de Ligny
  - Bataille de Waterloo

En 1792, la France est menacée de toute part. Le 9e se bat avec l'armée de la Moselle en Belgique. Il participe à la victoire de Fleurus où il enlève à l'ennemi 3 pièces de canon et fait prisonniers 300 Croates. En 1797, à Neuwied, le 9e montre la plus grande valeur sous le commandement du chef de brigade Gardane. Le capitaine Thuillier charge un régiment de cuirassiers et lui enlève 150 chevaux. Le 9e combat ensuite en Italie dans l'armée du général Bonaparte. À Vérone, en 1799, Moreau charge à la tête du régiment. À la bataille de Novi, le chef de brigade Liébault est tué en chargeant les Russes.
Après Wagram, en 1809 où le régiment effectue des charges superbes, il fait partie de la Grande Armée opposée aux 100 000 hommes des deux empereurs d'Autriche et de Russie[Quoi ?].
En 1815 le régiment participe à la campagne de Belgique, sans colonel étant donné que le colonel d'Avrange Dukermont a été mis à la retraite le 2 mai 1815 et n'a pas été remplacé. Le régiment est alors composé de 362 hommes dont 25 officiers et 337 cavaliers réparties en trois escadrons. Ils sont rattachés à la IIIe armée du général Vandamme, à la IIIe division de cavalerie du général Domon, et à la Ière brigade du maréchal de camp Dommanget avec le 4e régiment de chasseurs à cheval.

### De 1815 à 1848
En 1823, il prend part à l'Expédition d'Espagne, formant avec le 5e régiment de hussards la 1re brigade du 1er corps de cavalerie. Au combat de Lograno, le maréchal des logis Dorado fait prisonnier le général Don Juan Sanchez. Le régiment redeviendra le 9e de chasseurs à cheval en 1825.
De 1839 à 1846, le régiment effectue sa première campagne sur la terre algérienne. Il fait partie de la colonne Gery sur Saida et Brizina où il se signale particulièrement contre les Ouled-Sidi-Cheikh.

### Second Empire

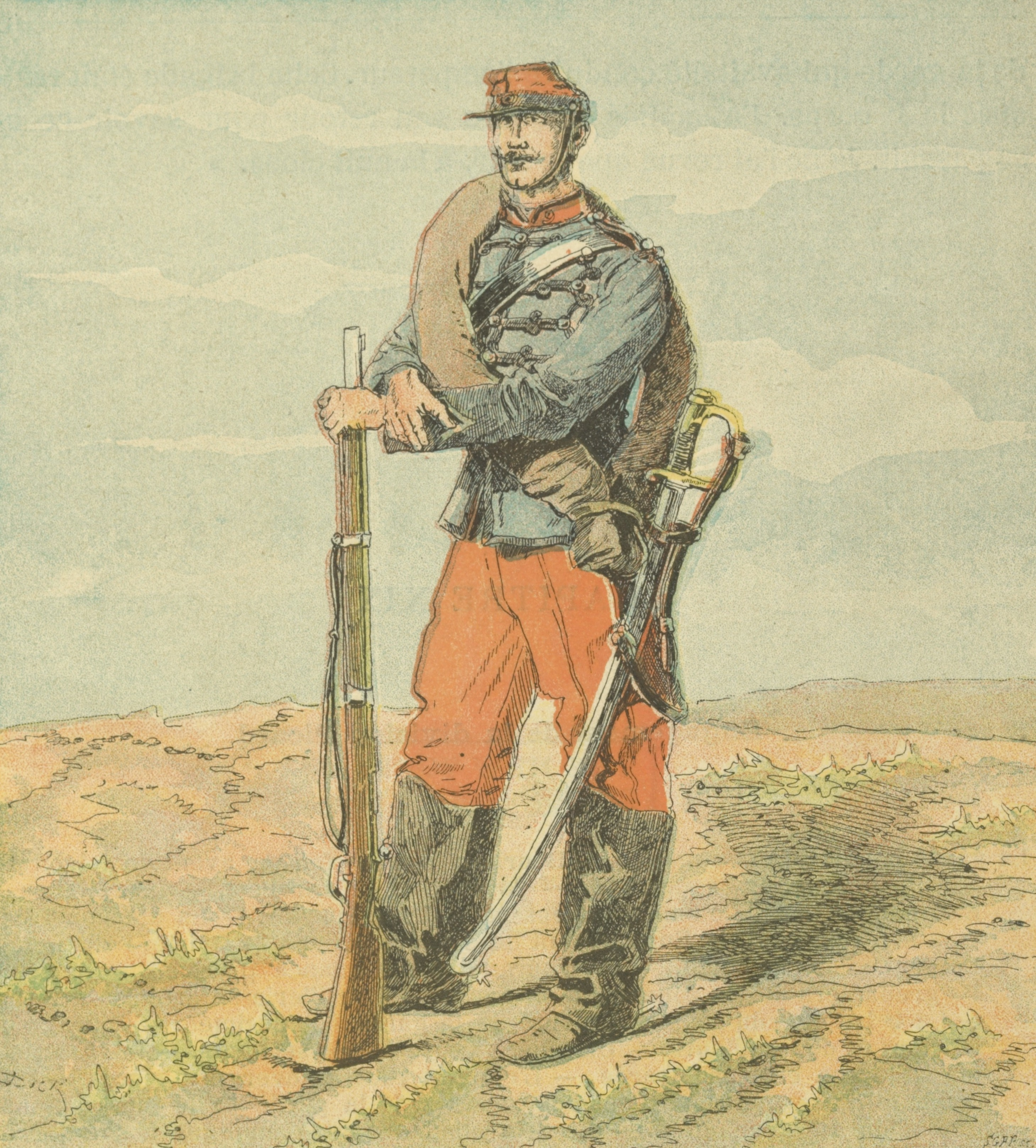
Soldat du 9e chasseurs à cheval en 1870.

De nouveau, en Algérie de 1868 à 1870, il participe à la répression de l'insurrection avec la colonne Cerez à Laghouat.
Après un retour rapide sur la France au moment de la guerre franco-prussienne de 1870 où il est employé à la défense de Paris.

### De 1871 à 1914
Le 31 octobre 1870, durant la guerre franco-prussienne, un escadron du 9e régiment de chasseurs à cheval, qui formait le 6e régiment mixte de cavalerie, est engagé au Combat d'Illiers en Eure-et-Loir.
Durant la Commune de Paris en 1871, le régiment participe avec l'armée versaillaise à la semaine sanglante.
Il revient en Algérie en 1871. Il se bat encore sous Cerez au combat de Guer El Drah.
En 1881, il prend part à l'expédition en Tunisie et à celle d'Oran pour rentrer définitivement en France en 1883.
Le 9e a donc chevauché plus de dix ans sur le sol d'Afrique du Nord et combattu très souvent à côté de ses frères d'armes, les chasseurs d'Afrique. Il est le régiment de chasseurs à cheval qui est resté le plus longtemps en Algérie.

### Première Guerre mondiale

#### 1914
- 1914 :le régiment pénètre en Belgique le 20 août puis assure le repli au cours de la retraite sur l’Aube. Début septembre sur la Marne, il précède le 17e corps d'armée qui attaque les Allemands retraitant vers l'Argonne. Il est transporté ensuite sur l'Yser.

#### 1915
Offensive française en Champagne de janvier à avril 1915

#### 1916
Offensive française en Artois jusqu’en février 1916. Déplacé en Lorraine, il y combat en mars et avril 1916 avant de revenir en Champagne.

#### 1918
- En 1918, les escadrons sont dispersés et combattent au Kemmel sur la Somme et l’Ourcq en juillet, à l'Ailette et dans l'Oise en juillet et août avant de prendre part à la poursuite des restes de l’armée allemande en novembre 1918[3].

### Entre-deux-guerres
Il est dissous le 1er janvier 1920.

### Après 1945
Le 9e régiment de chasseurs à cheval est brièvement activé en 1956-1957[réf. souhaitée].
Le 9e régiment de chasseurs est recréé en 1966 comme régiment de réserve du 5e régiment de chasseurs à Périgueux. Le 4 juin 1971, il reçoit la garde de l’étendard du 9e régiment de chasseurs d'Afrique. Il est dissous en 1994[réf. souhaitée].

### Garnisons
- 1816-1817 : Libourne
- 1827-1829 : Libourne
- 1831-1919 : Auch
- 1956-1957 : en Algérie
- 1966 - 30 juin 1994 : Périgueux

## Batailles portées sur l'étendard du9erégimentde chasseurs à cheval
Il porte, cousues en lettres d'or dans ses plis, les inscriptions suivantes :
- Fleurus 1794
- Wagram 1809
- La Moskova 1812
- Champaubert 1814
- l'Yser 1914
- L'Oise 1918

## Insigne
Héraldique :
Insigne porté de 1972 à 1994:
"Dans un écu suisse de sinople bordé d'or, un sautoir de sabres de cavalerie légère issant de la pointe, au chef le chiffre "9", le tout d'or".
Cet insigne copie sa forme sur celui du 8e chasseurs pour souligner la fraternité des deux régiments issus, en 1757, du dédoublement des "Volontaires de Flandres". Les sabres ont été choisis pour évoquer la chevalerie, la noblesse, l'ordre, la foi et l'abnégation des charges désespérées.

## Personnalités
- Jacques Louis Randon alors lieutenant-colonel

## Sources et bibliographie
- Roland Jehan et Jean-Philippe Lecce, Encyclopédie des insignes de l'Arme Blindée Cavalerie, tome II, Les chasseurs à cheval, Cheminements Éditions, 2008  (ISBN 978-2-84478-708-8)
- 9e régiment de chasseurs (active) : historique sommaire du régiment, Paris, Charles-Lavauzelle, 1920, 27 p., lire en ligne sur Gallica.